# Conoderus fabrilis
Conoderus fabrilis là một loài bọ cánh cứng trong họ Elateridae. Loài này được Erichson miêu tả khoa học năm 1842.